# Tölgyeszelény
A tölgyeszelény vagy tölgylevélsodró (Attelabus nitens) a rovarok (Insecta) osztályának a bogarak (Coleoptera) rendjéhez, ezen belül a mindenevő bogarak (Polyphaga) alrendjéhez és az eszelények (Attelabidae) családjához tartozó faj.

## Elterjedése
Európa és Szibéria mérsékelt övi területein honos.

## Megjelenése
A tölgy-levélsodró hossza 4-7 milliméter. Színe vörösbarna. Alakja széles.

## Életmódja
Elsősorban tölgyerdők lakója.